# Achille Zavatta

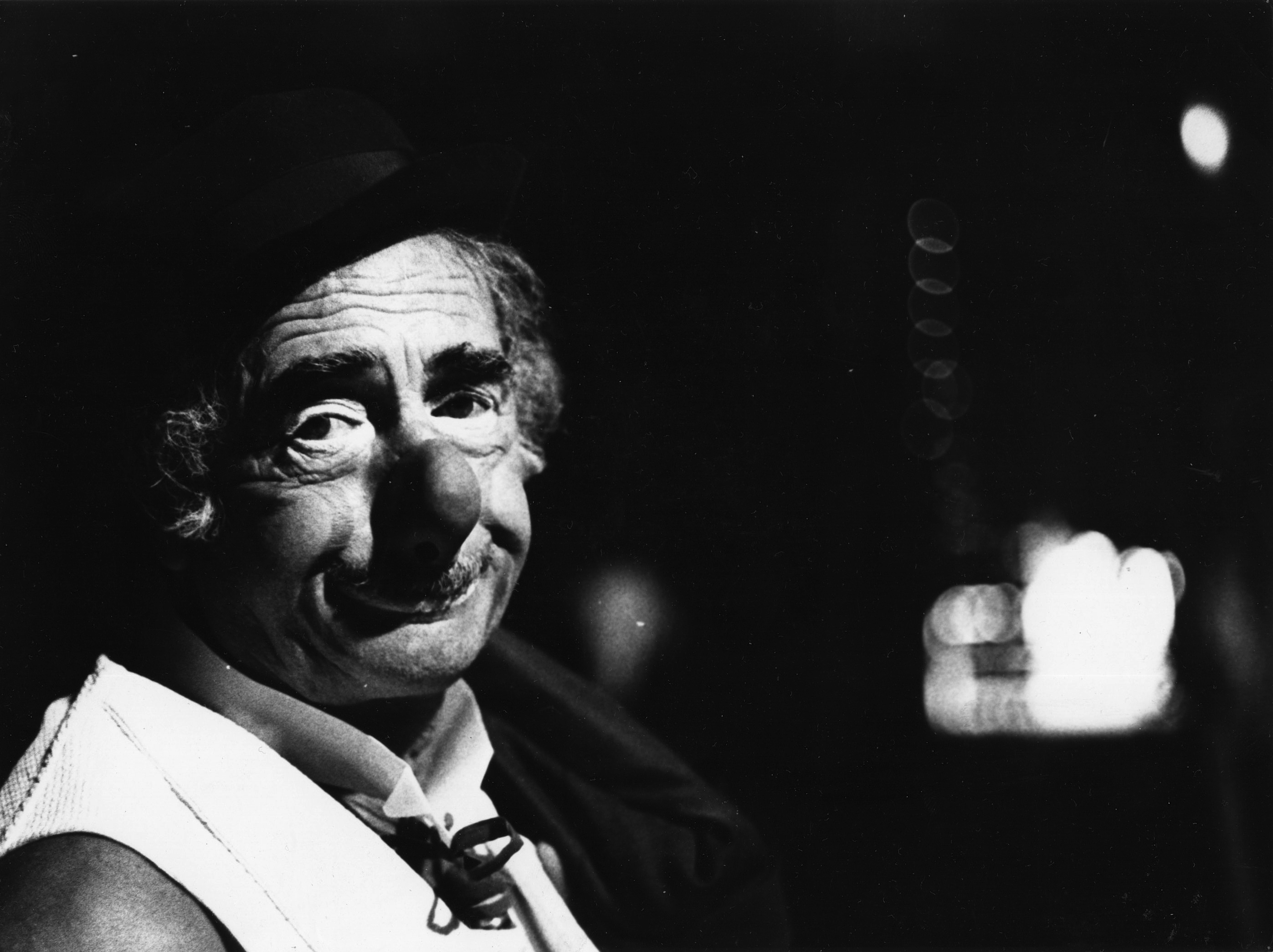
Achille Zavatta

Achille Zavatta (* 6. Mai 1915 in La Goulette, Tunesien; † 16. November 1993 in Ouzouer-des-Champs, Département Loiret) war ein französischer Zirkus-Clown, seltener Artist, Dresseur und Musiker sowie Zirkusgründer.
In einer Zirkusfamilie aufgewachsen, war Zavatta schon als Kind Teil der Artistengruppe Trio Zavatta mit seiner Schwester und seinem Bruder. Ab den 1930er Jahren wurde er als Clown Auguste bekannt. Von 1947 bis 1951 leitete er den Bostok Circus.
Ab den 1950er Jahren war Zavatta auf Tourneen mit verschiedenen Zirkussen und auch oft damit im Fernsehen zu sehen. Auch hatte er kleine Nebenrollen in französischen Spielfilmen. 1978 gründete er seinen eigenen, traditionell ausgerichteten Zirkus Cirque Zavatta.